# Света Параскева (Таймище)
Вижте пояснителната страница за други значения на Света Параскева.
„Света Параскева“, също наречена „Света Петка“ (на македонска литературна норма: „Света Петка“), е православна църква в кичевското село Таймище, Северна Македония. Църквата е част от Дебърско-Кичевската епархия на Македонската православна църква – Охридска архиепископия. Изградена е в 1975 – 1976 година върху основите на по-стара църква. В 1974/75 година е цялостно обновена. Фреските в църквата са дело на Кузман Фръчкоски от Галичник. Осветена е една година преди това, в 1974 година.